# Un po' di tempo
Un po' di tempo è un album del cantante italiano Maurizio Lauzi, pubblicato nel 1996.

## Tracce
1. Intro - 0:20
2. Un Po' Di Tempo - 4:45
3. Anima Anonima - 4:45
4. Parte Del Blu - 4:20
5. Bella Da Ridere - 4:10
6. Romantica Jazz - 4:00
7. I Bellissimi - 4:50
8. Stella Di Roma - 4:15
9. Se C'è Amore - 3:35
10. Sogni D'Oro - 3:45
11. Due parole

## Formazione
- Maurizio Lauzi - voce, pianoforte
- Ellade Bandini - tamburo
- Gigi Cifarelli - chitarra elettrica
- Francesco Saverio Porciello - chitarra acustica
- Ares Tavolazzi - basso
- Walter Tesoriere - tastiera
- Amedeo Bianchi - sax
- Giuseppe Milici - armonica
- Angela Baggi, Stefano De Maco, Moreno Ferrara - cori